# جوکر (فیلم ۲۰۱۲)
بذله‌گو یا جوکر (به هندی: Joker) یک فیلم سینمایی هندی در ژانر کمدی و علمی تخیلی محصول سال ۲۰۱۲ و به کارگردانی و نویسندگی شیریش کوندر با بازی آکشی کومار، سوناکشی سینها، منیشا لامبا، شریاس تالپاده، آسرانی، چیترانگادا سینگ، آریا بابار، فرح خان و گورپریت گوگی است.